# Cambridge (Ontario)
Cambridge es una ciudad canadiense situada en la provincia de Ontario.

## Superficie
Cambridge tiene una superficie de 112,99 km².

## Demografía
En 2021, tenía 138 479 habitantes, una densidad poblacional de 1225,5 hab./km², y 53 013 viviendas.